# Síndrome do alcoolismo fetal
A Síndrome do Alcoolismo Fetal, SAF, termo usado para descrever o dano sofrido por alguns fetos quando a mãe ingere bebidas alcoólicas durante a gravidez, foi identificada pela primeira vez por volta de 1970.
A ingestão de álcool pela mãe durante a gravidez, atinge a corrente sanguínea da mesma, passando, em seguida, para o feto através das trocas de nutrientes na placenta. Não há quantidade segura de álcool que possa ser ingerido durante a gravidez. Entretanto, a quantidade e a fase da gravidez podem aumentar o risco de surgimento da síndrome, o filho pode ser submetido a uma dose tóxica de álcool durante sua gestação. O feto pode ocasionar defeitos que variam de leve a grave, causando gestos desajeitados, problemas de comportamento e falta de crescimento. Um dos efeitos mais graves da toxicidade do álcool na gravidez podem ocasionar rosto desfigurado e retardo mental. 